# Cualquier parecido
Cualquier parecido es una serie de televisión por internet de comedia dramática mexicana producida por Argos Televisión y Paramount Television International Studios para la plataforma de TelevisaUnivision, Vix. Se lanzó a través de Vix el 25 de agosto de 2023.

## Reparto

### Principales
- Camila Sodi como Carlota
- Antonio Gaona como Darío Luján
- Claudette Maillé  como Minerva
- Valeria Vera como Luciana
- Danny Perea como Mónica
- Danae Reynaud
- Raysa Ortiz como Lizzie

### Invitados especiales
- Jencarlos Canela como JJ
- Luis Ernesto Franco como Felipe
- Uriel del Toro
- Roberto Manrique
- Christian Chávez

## Episodios
| N.º | Título                                                   | Fecha de lanzamiento original |
| --- | -------------------------------------------------------- | ----------------------------- |
| 1   | «Los ataques de pánico y los premios»                    | 25 de agosto de 2023          |
| 2   | «Felipe y Lizzie»                                        | 25 de agosto de 2023          |
| 3   | «Rogelio y el celibato»                                  | 25 de agosto de 2023          |
| 4   | «Rodrigo y el divorcio»                                  | 25 de agosto de 2023          |
| 5   | «El Tuluminati y la Ayahusca»                            | 25 de agosto de 2023          |
| 6   | «Darío, las princesas no taaaan princesas y los límites» | 25 de agosto de 2023          |
| 7   | «Los caminos de la vida»                                 | 25 de agosto de 2023          |

## Producción
La producción de la serie comenzó el 18 de abril de 2022. La serie serie producida y distribuida por Argos Comunicación y Paramount International Networks. El 14 de agosto de 2023, se anunció que la serie se estrenaría en Vix el 25 de agosto de 2023.